# Louis Miles Muggleton
Louis Miles Muggleton, (né le 8 juillet 1922) à Sterkstroom, province du Cap (Afrique du Sud) et mort le 5 avril 2015 à Exeter, Devon (Royaume-Uni), est un physicien sud-africain qui s'est illustré dans le domaine de la connaissance de l'ionosphère.

## Biographie
Diplômé d'une high school en Rhodésie du Sud en 1940, Muggleton part au Royaume-Uni au début de la seconde guerre mondiale, où il est intégré dans le Royal Corps of Signals. Affecté en Inde en 1944 il revient en Rhodésie l'année suivante où il est chargé de la création du Post Office Engineering College.
Muggleton obtient un Bachelor of Science à l'université du Cap en 1948, puis soutient une thèse consacrée aux antennes radioélectriques en 1960.
Sur recommandation d'Edward Appleton il est nommé en 1961 au département d'ingénierie électrique de l'université d'Édimbourg où il travaille pour la radio évangélique Trans World Radio (en).
En 1973 il revient en Afrique du Sud pour fonder le département d'ingénierie de l'université de Rhodésie. À la suite d'attaques terroristes il revient au Royaume-Uni en 1980 comme directeur local de la Trans World Radio. Il est nommé professeur honoraire de l'université d'Exeter en 1992.

## Travaux
Muggleton a établi la relation entre les cycles solaires et l'ionisation de la région F de l'ionosphère (couche de Kennelly–Heaviside),,. Ce modèle est accepté en 1975 comme modèle de référence de l'Union internationale des télécommunications.

## Distinctions
- Fellow de l'Institution of Engineering and Technology (en)